# Xúc tu

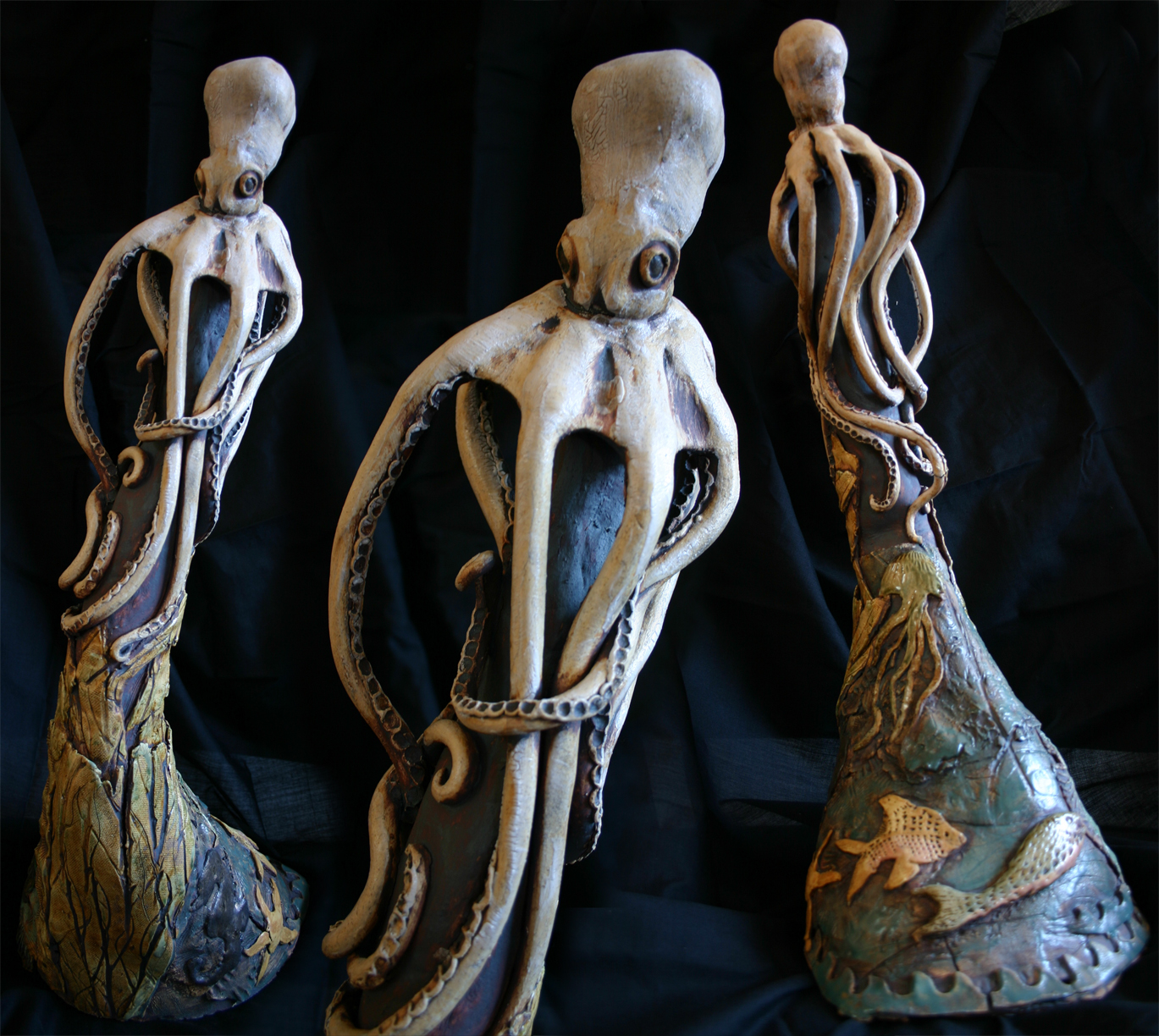
Xúc tu của những con bạch tuộc

Xúc tu (Tentacle) là cơ quan cảm giác không phân đốt hay dạng sợi ở phần đầu của một số động vật bậc thấp (như thủy tức, giun), có tác dụng trong việc bắt mồi và tự vệ, đó là một cơ quan linh hoạt, di động, dài ra ở một số loài động vật, hầu hết là động vật không xương sống. Xúc tu tương tự như tua ti, nhưng tua ti là một cơ quan thường yếu hơn, kích thước nhỏ hơn, tính linh hoạt hoặc độ nhạy thấp hơn xúc tu.
Xúc tu là một cơ quan mảnh, dài, linh hoạt, phát triển gần miệng của động vật. Xúc tu phổ biến nhất ở động vật không xương sống, mặc dù chúng cũng có ở một số động vật có xương sống. Xúc tu phục vụ nhiều chức năng khác nhau và có thể giúp con vật di chuyển, kiếm ăn, cầm nắm đồ vật và thu thập thông tin giác quan. Các động vật không xương sống có xúc tu bao gồm mực ống, mực nang, ốc, hải quỳ và sứa, các vật có xương sống mà sở hữu xúc tu bao gồm bộ không chân và nốt ruồi sao mũi. Xúc tu thuộc về một nhóm cấu trúc sinh học được gọi là hệ thống cơ bắp, ví dụ về các trạng thái cơ bắp bao gồm chân của ốc sên, cơ thể của một con sâu, lưỡi người, vòi voi và những cái vòi của bạch tuộc, tám chi của một con bạch tuộc (là các cơ bắp thịt) không phải là xúc tu mà chúng là những cánh tay.